# Awake and Breathe
Awake and Breathe е вторият студиен албум на ирландската група „Би Уичт“, издаден през октомври 1999. Албумът достига до пето място във Великобритания и 16-о в Ирландия. Има общи продажби от 300 000 копия във Великобритания и получава платинен статус.

## Списък с песните

### Оригинален траклист
1. If It Don't Fit – 3:37
2. Jesse Hold On – 3:19
3. I Shall Be There (с Ladysmith Black Mambazo) – 4:12
4. Jump Down – 3:04
5. Someday – 3:27
6. Leaves – 3:15
7. The Shy One – 3:09
8. Red Indian Girl – 3:35
9. It Was Our Day – 3:20
10. My Superman – 3:02
11. Are You a Ghost? – 3:34
12. In Fields Where We Lay – 2:27

### Американско издание
1. Blame It on the Weatherman (оркестрова версия) – 3:31

### Американско Target издание
1. Jesse Hold On (HB Source mix) – 6:14
2. To You I Belong (Wide Slam remix) – 5:25
3. Blame It on the Weatherman (Chicane вокално редактиран) – 5:00